# Naplanum
Naplanum fue un señor de la guerra amorreo que, según se interpreta de los textos paleobabilónicos, se erigió en primer rey de una Larsa independiente, ciudad mesopotámica hasta entonces vasalla de Ur, cuyo reino se encontraba en declive. Naplanum fue rey de Larsa, probablemente, entre los años 2025 y 2005 a. C. Inició una dinastía que, a partir de Gungunum, convertiría Larsa en la potencia hegemónica de la Baja Mesopotamia. Sin embargo, la documentación existente que cubre las siete décadas a partir de su reinado es confusa, por lo que apenas sabemos nada de él ni de sus descendientes inmediatos. Es probable que durante ese tiempo Larsa cayera bajo el poder de los reyes de Isin, gran potencia durante el declive de Ur.
Le sucedió su hijo Emisum, aunque las noticias que nos llegan de su coronamiento provienen tan sólo de dos fragmentos de listas reales. Del reinado de Naplanum no se ha hallado inscripción alguna.
| Predecesor: Ibbi-Sin (rey de Ur) | Rey de Larsa 2025 a. C. - 2005 a. C. (Cronología larga) | Sucesor: Emisum |